# Seredîna-Buda
Seredîna-Buda (în ucraineană Середина-Буда) este orașul raional de reședință al raionului Seredîna-Buda din regiunea Sumî, Ucraina. În afara localității principale, mai cuprinde și satele Hliborob, Șalîmivka, Sorokîne și Vîntorivka.

## Geografie
Seredîna-Buda este situat la granița cu Rusia, 150 km nord de Sumî.

## Istoric
Seredîna-Buda a fost fondat în secolul al XVII-lea de către credincioșii de rit vechi care au migrat din Rusia dar și de țăranii din Ucraina de pe malul drept. Începând din luna mai 1918, în urma Tratatului de la Brest-Litovsk, Seredîna-Buda devine un « no man's land ». În timpul celui de al Doilea Război Mondial, orașul și împrejurimile sale au fost scena unor lupte grele. Mai multe grupuri de partizani au operat în regiune. Are statutul de oraș din 1964.

## Populatie
Recensământ sau estimările populației  :
| 1858  | 1911  | 1989* | 2001* | 2005  | 2006  | 2007  | 2008  | 2009  | 2010  |
| ----- | ----- | ----- | ----- | ----- | ----- | ----- | ----- | ----- | ----- |
| 4 674 | 6 290 | 8 499 | 7 511 | 7 280 | 7 231 | 7 236 | 7 268 | 7 257 | 7 298 |

## Demografie
Componența lingvistică a orașului Seredîna-Buda
     Rusă (86,06%)
     Ucraineană (13,79%)
     Alte limbi (0,05%)
Conform recensământului din 2001, majoritatea populației orașului Seredîna-Buda era vorbitoare de rusă (86,06%), existând în minoritate și vorbitori de ucraineană (13,79%).
1. ↑  „Rezultatele recensământului din 2001 cu structura lingvistică a regiunii Sumî pe localități”. Institutul Național de Statistică al Ucrainei. Arhivat din original la 23 aprilie 2016. Accesat în 25 august 2014.